# Exochodrilus
Exochodrilus is een geslacht van rechtvleugeligen uit de familie grottensprinkhanen (Rhaphidophoridae). De wetenschappelijke naam van dit geslacht is voor het eerst geldig gepubliceerd in 1972 door Hubbell.

## Soorten
Het geslacht Exochodrilus omvat de volgende soorten:
- Exochodrilus caelistis Hubbell, 1972
- Exochodrilus forcipatus Hubbell, 1972